# Supercopa d'Espanya de futbol 1985
La Supercopa d'Espanya de futbol 1985 va ser la 3a edició de la Supercopa d'Espanya de futbol, una competició futbolística que enfronta el campió de la lliga espanyola amb el de la copa. En aquesta ocasió es va disputar a doble partit el 9 d'octubre i el 30 d'octubre de 1985 entre el FC Barcelona com a campió de la lliga 1984-85, i l'Atlètic de Madrid, campió de Copa. L'Atlètic de Madrid es proclamà campió per 3-2 en el resultat acumulat.

## Partits

### Anada
| Atlètic de Madrid                     | 3–1 | FC Barcelona |
| ------------------------------------- | --- | ------------ |
| Cabrera 40' · Ruiz 52' · da Silva 76' |     | Clos 31'     |

| Atlético de Madrid | Barcelona |

| GK            | 1  | Ubaldo Fillol         |     |     |
| DF            | 2  | Tomás                 |     |     |
| DF            | 4  | Juan Carlos Arteche   | 74' |     |
| DF            | 5  | Miguel Ángel Ruiz (c) |     |     |
| DF            | 3  | Clemente              |     |     |
| MF            | 7  | Roberto Marina        |     | 62' |
| MF            | 10 | Jesús Landáburu       |     |     |
| MF            | 6  | Quique Setién         |     |     |
| MF            | 8  | Quique Ramos          |     |     |
| FW            | 9  | Mario Cabrera         |     |     |
| FW            | 11 | Juan José Rubio       |     | 71' |
| Suplents:     |    |                       |     |     |
| MF            |    | Julio Prieto          |     | 62' |
| FW            | 15 | Jorge da Silva        |     | 71' |
| Entenador:    |    |                       |     |     |
| Luis Aragonés |    |                       |     |     |

| GK             | 1 | Amador                  |     |
| DF             |   | Gerardo                 | 75' |
| DF             |   | Migueli                 |     |
| DF             | 6 | José Ramón Alexanko (c) |     |
| DF             |   | Julio Alberto           |     |
| MF             |   | Ramon Maria Calderé     | 54' |
| MF             |   | Josep Moratalla         |     |
| MF             |   | Víctor                  | 38' |
| MF             |   | Marcos                  |     |
| FW             |   | Juan Carlos Pérez Rojo  |     |
| FW             | 7 | Paco Clos               | 37' |
| Entrenador:    |   |                         |     |
| Terry Venables |   |                         |     |

### Tornada
| FC Barcelona | 1–0 | Atlètic de Madrid |
| ------------ | --- | ----------------- |
| Alexanko 33' |     |                   |

| Barcelona | Atlético de Madrid |

| GK             | 1 | Urruti                  |     |     |
| DF             |   | Manolo                  |     |     |
| DF             |   | Josep Moratalla         |     |     |
| DF             |   | José Ramón Alexanko     |     | 46' |
| DF             |   | Julio Alberto           |     |     |
| MF             |   | Víctor Muñoz            |     |     |
| MF             | 8 | Bernd Schuster (c)      |     |     |
| MF             |   | Marcos                  | 56' |     |
| FW             |   | Francisco José Carrasco |     |     |
| FW             |   | Raúl Amarilla           |     | 65' |
| FW             |   | Steve Archibald         |     |     |
| Suplents:      |   |                         |     |     |
| DF             |   | Esteve Fradera          |     | 46' |
| FW             |   | Pichi Alonso            |     | 65' |
| Entrenador:    |   |                         |     |     |
| Terry Venables |   |                         |     |     |

| GK            | 1  | Ángel Mejías          | 78' |     |
| DF            | 3  | Julio Prieto          |     |     |
| DF            | 4  | Juan Carlos Arteche   |     |     |
| DF            | 5  | Miguel Ángel Ruiz (c) |     |     |
| DF            | 2  | Tomás Reñones         |     |     |
| MF            | 7  | Roberto Marina        |     |     |
| MF            | 10 | Jesús Landáburu       |     |     |
| MF            | 6  | Quique Setién         |     | 46' |
| MF            | 8  | Quique Ramos          |     |     |
| FW            | 9  | Mario Cabrera         |     |     |
| FW            | 11 | Jorge da Silva        |     | 59' |
| Suplents:     |    |                       |     |     |
| DF            |    | Clemente Villaverde   |     | 46' |
| FW            |    | Juan José Rubio       |     | 59' |
| Entrenador:   |    |                       |     |     |
| Luis Aragonés |    |                       |     |     |

## Campió
| Campió de la Supercopa d'Espanya 1985 |
| ------------------------------------- |
| Atlètic de Madrid 1r títol            |